# Estavana Polman

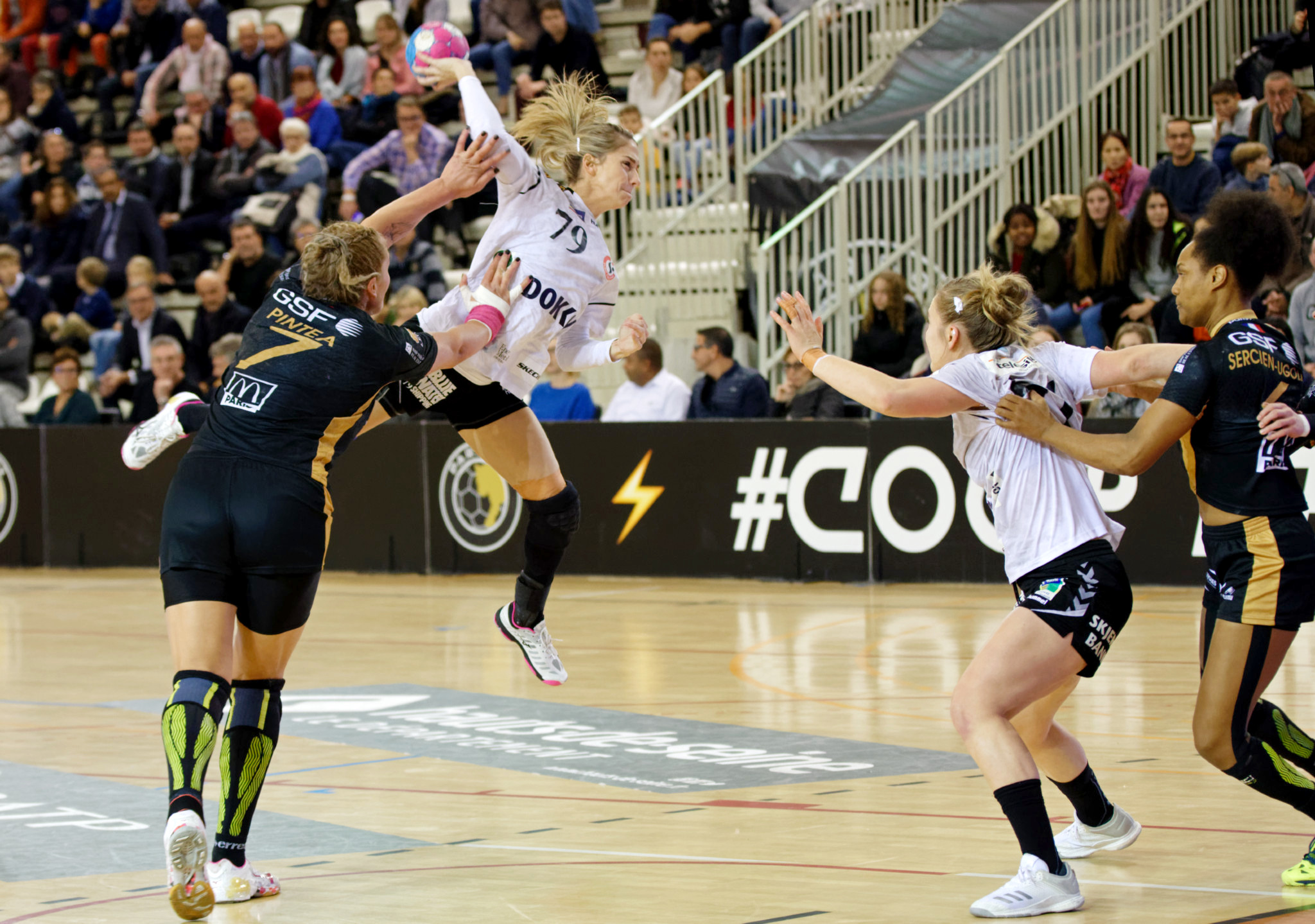
Estavana Polman, 18 noiembrie 2018. Polman (nr. 79, în alb), în timpul partidei dintre Paris 92 și Team Esbjerg din cadrul Turului 3 al Cupei EHF ediția 2018-2019, desfășurată în Halle Carpentier din Paris.

Estavana Polman (n. 5 august 1992, în Arnhem) este o handbalistă neerlandeză care joacă pe postul de centru pentru clubul românesc CS Rapid București și pentru echipa națională a Țărilor de Jos.

## Biografie
Estavana Polman a început să joace handbal în 1997, la vârsta de 5 ani. A făcut parte din naționala de junioare a Țărilor de Jos care a obținut medaliile de bronz la Campionatul Mondial pentru Junioare din 2010. Bronzul mondial a fost urmat de un argint obținut la Campionatul European pentru Tineret din 2011, desfășurat în Țările de Jos. După ce a evoluat în țara natală pentru AAC 1899 Arnhem și VOC Amsterdam, s-a transferat la SønderjyskE Håndbold, în liga a doua daneză, unde s-a remarcat fiind aleasă cea mai bună jucătoare a ligii din sezonul 2011-2012. A debutat la naționala de senioare a Țărilor de Jos pe 22 septembrie 2010 într-un meci amical cu Brazilia, marcând două goluri. Din 2013 până în 2022 a jucat pentru Team Esbjerg, cu o pauză între decembrie 2016 și august 2017 datorită maternității, fiind cea mai bună marcatoare a echipei cu 1270 goluri înscrise în 240 de partide.
La Campionatul Mondial din 2015, desfășurat în Danemarca, a devenit vicecampioană mondială după o finală contra Norvegiei. Polman a făcut parte din echipa națională a Țărilor de Jos care a terminat pe locul patru la Jocurile Olimpice din 2016 de la Rio de Janeiro, fiind învinsă în meciul pentru medalia de bronz de echipa Norvegiei, cu scorul de 36-26. De asemenea, în 2016, a terminat pe locul secund la Campionatul European, după o finală disputată, tot, împotriva Norvegiei. Medalia de bronz de la Campionatul Mondial din 2017 a fost urmată de un nou bronz, în 2018, de data aceasta la Campionatul European. În decembrie 2019, a făcut parte din echipa Țărilor de Jos care a câștigat medalia de aur la Campionatul Mondial desfășurat în Japonia, învingând în finală Spania cu scorul de 30-29, Polman fiind desemnată jucătoarea competiției. În iulie 2020, Polman a suferit o ruptură a ligamentelor încrucișate la piciorul drept în timpul unui antrenament. După o pauză de opt luni, a revenit pe teren în martie 2021. La două luni după întoarcerea ei, s-a accidentat din nou la genunchi. Revenirea ei s-a produs la Campionatul Mondial din Spania 2021, unde reprezentativa de handbal feminin a Țărilor de Jos s-a clasat pe locul IX. În iulie 2022, Polman a semnat cu Nykøbing Falster Håndboldklub pentru care a evoluat până în noiembrie 2022 când s-a transferat la CS Rapid București.
Fratele geamăn al Estavanei Polman, Dario, joacă, de asemenea, handbal.
Estavana Polman este căsătorită cu fostul fotbalist neerlandez Rafael van der Vaart, cu care are o fetiță.

## Palmares

### Club
- Campionatul Danemarcei:
  -  Câștigătoare: 2016, 2019, 2020
  -  Medalie de argint: 2015, 2022

- Cupa Danemarcei:
  -  Câștigătoare: 2017, 2021
  -  Medalie de bronz: 2018
  - Semifinalistă: 2015

- Supercupa Danemarcei:
  -  Câștigătoare: 2015, 2019
  -  Finalistă: 2016, 2018

- Liga Națională:
  -  Medalie de argint: 2023, 2024

- Supercupa României:
  -  Medalie de argint: 2023

- Liga Campionilor:
  - Locul 4 (Turneul Final Four): 2022
  - Sfertfinalistă: 2023
  - Optimi de finală: 2021
  - Grupe principale: 2017, 2020
  - Grupe: 2024
  - Calificări: 2011, 2016

- Cupa Cupelor:
  - Turul 3: 2016

- Liga Europeană:
  - Turul 3: 2023

- Cupa EHF:
  -  Finalistă: 2014, 2019
  - Sfertfinalistă: 2015
  - Optimi de finală: 2011

- Cupa Challenge:
  - Turul 3: 2010

### Echipa națională
- Campionatul Mondial:
  -  Medalie de aur: 2019
  -  Medalie de argint: 2015
  -  Medalie de bronz: 2017

- Campionatul European:
  -  Medalie de argint: 2016
  -  Medalie de bronz: 2018

- Campionatul European pentru Tineret:
  -  Medalie de argint: 2011

- Campionatul Mondial pentru Junioare:
  -  Medalie de bronz: 2010

## Distincții individuale
- Coordonatorul echipei ideale a Campionatului Țărilor de Jos: 2010, 2011;[12]
- Coordonatorul echipei ideale All-Star Team la Campionatul European pentru Tineret: 2011;[39]
- Intermediarul stâng al echipei ideale All-Star Team din Campionatul Danemarcei: 2013, 2014, 2019;[12][40]
- Coordonatorul echipei ideale All-Star Team din Campionatul Danemarcei: 2016;[41]
- Cea mai bună marcatoare din Campionatul Danemarcei: 2013, 2014, 2019;[38]
- Coordonatorul echipei ideale All-Star Team la Campionatul Mondial: 2019;[42][43]
- Jucătoarea competiției All-Star Team la Campionatul Mondial: 2019;[42][43]